# Ruta 106 (Uruguay)
La ruta N.º 106 es una de las carreteras de Uruguay. Actualmente bajo jurisdicción departamental, se trata de un camino que recorre la región central del departamento de Colonia hasta llegar a su límite con el departamento de Soriano.

## Características

### Trazado
Su trazado comienza en el kilómetro 3.200 de la ruta 22, próximo al arroyo Miguelete y al río San Juan. Su recorrido se desarrolla, en su mayoría sobre la cuchilla del Miguelete, recorriendo la zona central del departamento de Colonia, pasando por los parajes de El Cuadro, Cerro de las Armas, y la localidad de Miguelete. 
Su recorrido finaliza en la ruta 12, a la altura de su kilómetro 84, próximo al límite entre los departamentos de Colonia y Soriano.

### Categorización
Desde 1994, por resolución del Poder Ejecutivo n.º 141/994, tanto el tramo comprendido entre ruta 22 y la localidad de Miguelete y el tramo entre esta localidad y la ruta 12, fueron desafectados de la jurisdicción nacional (MTOP-DNV), pasando a jurisdicción departamental.
De acuerdo con el sistema de codificación para caminería rural implementado en 2018, la ex ruta nacional 106, se desglosó en los tramos departamentales: Camino UYCO0624 (ruta 22-El Cuadro), Camino UYCO0706 y UYCO0708 (El Cuadro-Miguelete) y el Camino UYCO0365 (Miguelete-ruta 12).

Estado de la ruta y tipo de construcción:
| Tramo               | Tipo de Red   | Tipo de Construcción   | Estado  |
| ------------------- | ------------- | ---------------------- | ------- |
| Ruta 22 - El Cuadro | Departamental | Tosca                  | Regular |
| El Cuadro-Miguelete | Departamental | Tosca                  | Regular |
| Miguelete - Ruta 12 | Departamental | Tratamiento bituminoso | Bueno   |